# Joshua Brookes

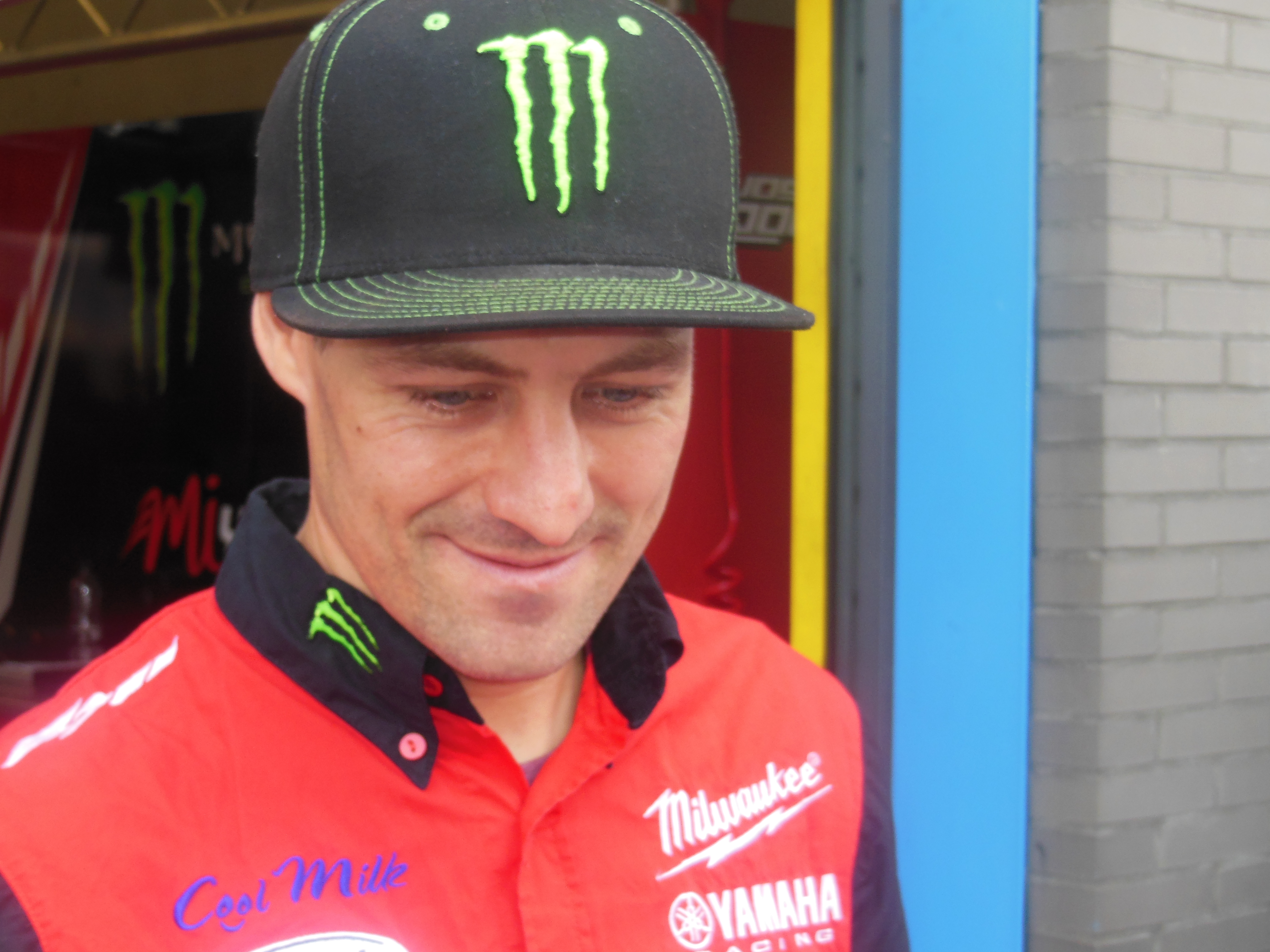
Joshua Brookes

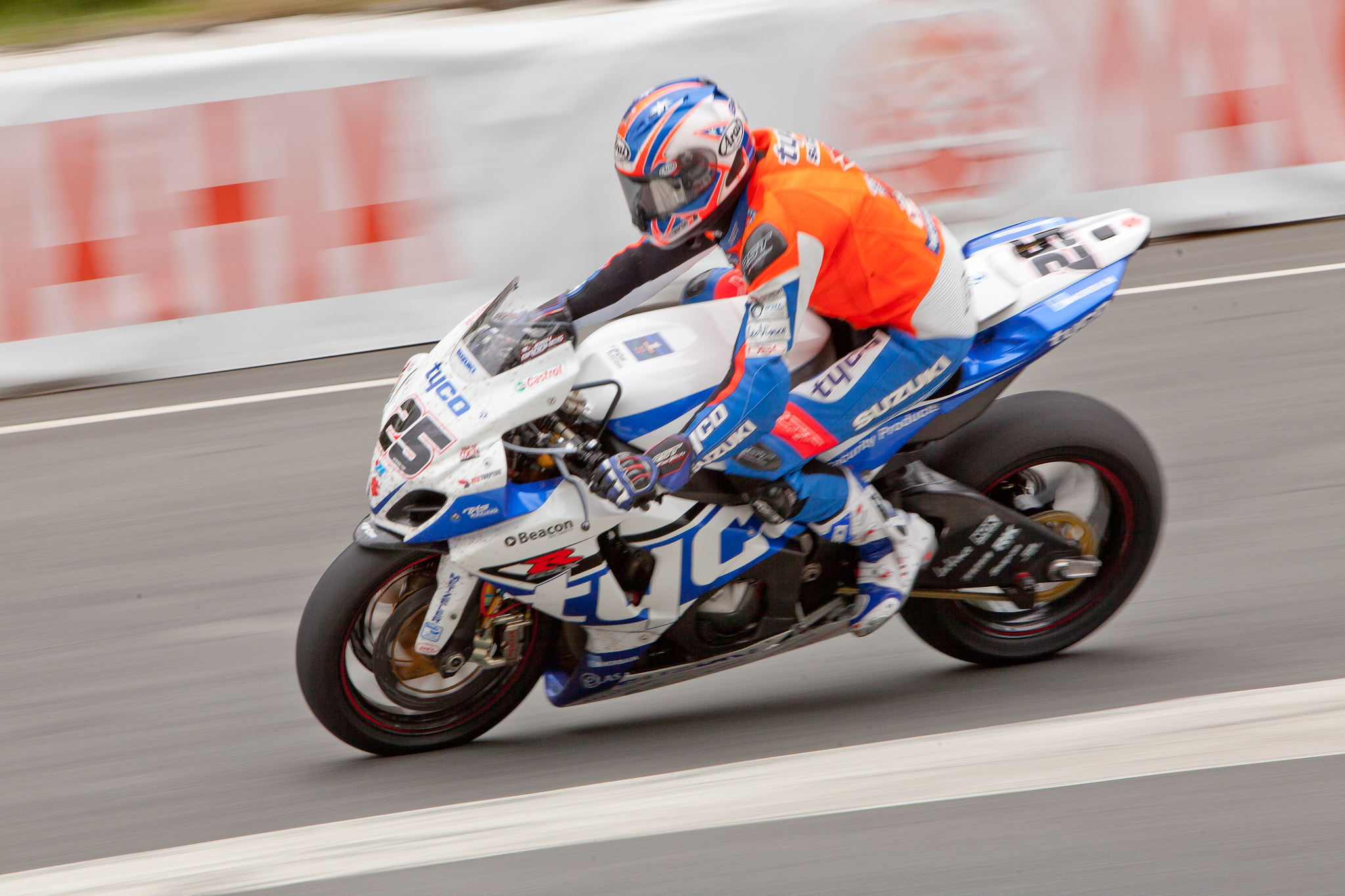
Brookes under Tourist Trophyn 2013.

Joshua Josh Brookes, född 28 april 1983 i Sydney, Australien, är en australisk roadracingförare.
Brookes gjorde VM-debut i Supersport 2004 som wildcard hemma på Phillip Island Circuit och vann tävlingen. 2006 började han köra Supersport-VM men gick snart upp till Superbike-VM där han körde en Kawasaki. 2007 var det tvärt om - han började i Superbike och bytte till Supersport. Säsongen 2008 körde Brookes en Honda CBR600RR för svenska teamet Stiggy Motorsport i roadracing-VM:s Supersport-klass. Efter två deltävlingar ledde Brookes tillfälligt VM-tabellen. Han tog sin och teamets första seger på Donington Park 7 september 2008. Brookes blev trea i VM 2008.
Från 2009 till 2015 tävlade Brookes i toppen av British Superbike Han blev fyra i mästerskapet 2009 och därefter tvåa, femma, tvåa, tra, fyra till han vann mästerskapet 2015 för Milwaukee Yamaha. Hann vann 34 deltävlingar på 172 starter. 2013 och 2014 körde Brookes även Tourist Trophyn på Mountain Course på Isle of Man.
Under åren i brittiska superbikemästerskapen gjorde Brookes enstaka inhopp i VM men säsongen 2016 tävlar Josh Brookes heltid i Superbike-VM för det amerikanska teamet Milwaukee BMW på en BMW S 1000 RR.